# Jacek Bartyzel
Jacek Bartyzel (ur. 16 stycznia 1956 w Łodzi) – polski publicysta, działacz społeczny i nauczyciel akademicki, profesor nauk społecznych.

## Życiorys

### Wykształcenie i praca zawodowa
Syn Władysława i Urszuli. W 1978 został absolwentem filologii polskiej na Uniwersytecie Łódzkim. W latach 1983–1989 publikował w „Polityce Polskiej”. Doktoryzował się w 1986, habilitował w 2003, a w 2013 otrzymał tytuł profesora nauk społecznych. Od 1986 do 1989 wykładał w Państwowej Wyższej Szkole Teatralnej w Warszawie i w Instytucie Teologicznym w Łodzi. W latach 1988–2004 był adiunktem w Zakładzie Dramatu i Teatru Instytutu (następnie Katedry) Teorii Literatury, Teatru i Filmu UŁ (w latach 1981–1982 i 1983–1986 pracował tam jako asystent). Ponadto w okresie 1996–1998 wykładał w Wyższej Szkole Administracji Publicznej w Łodzi i od 1997 w Instytucie Edukacji Narodowej. Od października 2004 jest profesorem Uniwersytetu Mikołaja Kopernika w Toruniu (wykłada na powstałym w 2009 Wydziale Nauk o Polityce i Bezpieczeństwie jako politolog). Był także wykładowcą w Wyższej Szkole Kultury Społecznej i Medialnej w Toruniu.

### Działalność publicystyczna
Do 2009 publikował w kwartalniku „Pro Fide Rege et Lege” – współpraca z pismem została zakończona po opublikowaniu przez redaktora naczelnego Adama Wielomskiego wywiadu z gen. Wojciechem Jaruzelskim. Publikował też w „Naszym Dzienniku”. Jego teksty zamieszczają również miesięczniki „Zawsze wierni” i „Opcja na Prawo” oraz tygodnik „Myśl Polska”.

### Działalność polityczna
Od 1975 uczestniczył w zbieraniu podpisów pod Listem 218 do Sejmu PRL przeciwko planowanym zmianom w Konstytucji. W latach 1976–1977 współpracował z Komitetem Obrony Robotników, a następnie z KSS „KOR”. Od 1977 do 1979 działał w Ruchu Obrony Praw Człowieka i Obywatela, współpracował przy wydawaniu podziemnych pism. Od 1979 był współzałożycielem i rzecznikiem Ruchu Młodej Polski, kierowanego przez Aleksandra Halla. 27 września 1981 był jednym z sygnatariuszy deklaracji założycielskiej Klubów Służby Niepodległości. Od 1979 do 1981 stypendysta TKN. 13 grudnia 1981 został internowany w Ośrodku Odosobnienia w Sieradzu, następnie przebywał w Łowiczu i Kwidzynie. Zwolniony został 2 grudnia 1982.
Redaktor podziemnych pism „Polityka Polska” (w latach 1983–1989) i „Prześwit” (w latach 1987–1989). Działał także w Klubie Inteligencji Katolickiej w Łodzi, był członkiem Komitetu Obywatelskiego przy przewodniczącym NSZZ „Solidarność” Lechu Wałęsie. W latach 1977–1989 był rozpracowywany przez Wydz. III KW MO/WUSW w Łodzi.
W latach 1989–1994 działał w Zjednoczeniu Chrześcijańsko-Narodowym (w 1993 zasiadł w Radzie Naczelnej tej partii), a w okresie 1994–1996 był współtwórcą stowarzyszenia i partii Prawica Narodowa. Pełnił w tej organizacji funkcję przewodniczącego Rady Naczelnej. Od początku pełni także funkcję prezesa Klubu Konserwatywnego w Łodzi (powstałego w kwietniu 1989).
Jest honorowym członkiem Klubu Zachowawczo-Monarchistycznego (od 1997 do kwietnia 2007 był także przewodniczącym Straży Klubu) oraz członkiem honorowym Organizacji Monarchistów Polskich. Od 26 października 2013 jest również członkiem honorowym partii Kongres Nowej Prawicy.

## Poglądy
Światopoglądowo Jacka Bartyzela charakteryzuje konserwatywny monarchizm (tradycjonalizm, kontrrewolucja), tradycjonalizm katolicki (FSSPX). Jest krytykiem demokracji. W kręgu jego zainteresowań znajdują się teatrologia, historia doktryn politycznych i filozofia polityki.
Wyrażał negatywne opinie o poglądach Żydów na antysemityzm i Holocaust. W roku 2019 opublikował w serwisie Facebook post uznany przez niektóre media za antysemicki, który stał się powodem skierowania przez władze UMK wniosku o zbadanie tej wypowiedzi do rzecznika dyscyplinarnego uczelni. Sprawa trafiła do prokuratury rejonowej w Toruniu, została jednak umorzona; prokurator określił wypowiedź Jacka Bartyzela jako „dozwoloną prawem krytykę”, nie dopatrując się w niej nawoływania do nienawiści. Także komisja dyscyplinarna UMK oczyściła Jacka Bartyzela z wszystkich zarzutów.
27 czerwca 2018 został sygnatariuszem aktu Konfederacja Gietrzwałdzka.
We wpisach na Facebooku nie kryje swojego poparcia dla polityki premiera Węgier Viktora Orbána. Odnosząc się do wyborów parlamentarnych w 2022, napisał „Jutro albo Orbán albo Żidopeszt”. Przedstawia się też jako zwolennik karania śmiercią urzędników za przestępstwa popełnione z chęci zysku.

## Życie prywatne
Wdowiec po Małgorzacie Bartyzel (1955–2016), posłance PiS i Prawicy Rzeczypospolitej na Sejm V kadencji. W 2021 ożenił się z Kingą Oczachowską. Jego syn, Jacek Władysław Bartyzel, jest publicystą i założycielem stowarzyszenia „Kluby Liberalne”, a także aktywistą politycznym (działał w PO, partiach Janusza Palikota, Nowoczesnej, FdR i Nowej Nadziei; w 2024 współtworzył partię Janusza Korwin-Mikkego KORWiN, zostając jej wiceprezesem).

## Odznaczenia
W 2000 otrzymał odznakę Zasłużony Działacz Kultury, a w 2002 Nagrodę Klio. 11 listopada 2006 został odznaczony przez prezydenta RP Lecha Kaczyńskiego Krzyżem Oficerskim Orderu Odrodzenia Polski za wybitne zasługi dla niepodległości Rzeczypospolitej Polskiej, za działalność na rzecz przemian demokratycznych w kraju, za upowszechnianie wiedzy o dziejach Narodu Polskiego. 11 listopada 2007 jednogłośnie dokooptowany do Kapituły Nagrody Literackiej im. Józefa Mackiewicza.
14 listopada 2009 podczas Konwentu OMP we Wrocławiu otrzymał Krzyż Jubileuszowy OMP, nadany Uchwałą Rady Naczelnej Organizacji Monarchistów Polskich.
23 czerwca 2017 został odznaczony przez prezydenta RP Andrzeja Dudę Krzyżem Wolności i Solidarności.

## Publikacje
- „Kryzys” czy „przesilenie”? Mesjanizm jako próba przezwyciężenia świadomości katastroficznej, Wyd. Młoda Polska [II obieg], Łódź 1979
- Katechizm prawicowca, Materiały Wydziału Szkolenia Politycznego ZG ZChN, Warszawa 1992
- Katolicyzm a liberalizm, Materiały Wydziału Szkolenia Politycznego ZG ZChN, Warszawa 1992
- Zawracanie kijem Wisły. Artykuły – felietony – polemiki. Wybór z lat 1986–1993, EXTER, Gdańsk 1993
- Konserwatyzm bez kompromisu. Studium z dziejów zachowawczej myśli politycznej w Polsce w XX wieku, Wyd. Adam Marszałek, Toruń 2001
- „Umierać, ale powoli!” O monarchistycznej i katolickiej kontrrewolucji w krajach romańskich, 1815–2000, Wyd. Arcana, Kraków 2002; wyd. II, poprawione i uzupełnione, Kraków 2006
- Demokracja, POLWEN, Radom 2002
- Klub Konserwatywny w Łodzi 1989–2001. Dokumenty i publicystyka (oprac. i współautor), Papier-service Wojciech Grochowalski, Łódź 2002
- W gąszczu liberalizmów. Próba periodyzacji i klasyfikacji, Servire Veritati, IEN, Lublin 2004; wyd. 2 poszerzone, Lublin 2012
- Encyklopedia Polityczna, t. I Myśl polityczna: główne pojęcia, doktryny i formy ustroju, POLWEN, Radom 2007 [współautorzy: Bogdan Szlachta, Adam Wielomski]; t. 2 Myśl polityczna starożytności. Od najdawniejszych czasów do narodzenia Chrystusa, POLWEN, Radom 2009 [współautor i redaktor naukowy]
- Chronologia Akcji Francuskiej i Karola Maurrasa w kontekście historii Francji współczesnej i Kościoła katolickiego / Chronologie de l’Action française et de Charles Maurras dans le contexte d’histoire de la France contemporaine et de l’Église catholique, UMK, Toruń 2008
- Śmiertelny bóg Demos. Pięć wykładów o demokracji i jej krytykach, Fijorr Publishing, Warszawa 2009
- Legitymizm. Historia i teraźniejszość, Biblioteka Rojalisty, Wrocław 2009; wyd. II, poprawione i uzupełnione, Fundacja Virtus Nobilitat, Wrocław 2011
- Na ubitej ziemi. Moje awantury Dwudziestolecia, Fijorr Publishing, Chicago – Warszawa 2010
- „Don Carlos Marx”. Studium przypadku rewolucyjnej transgresji tradycjonalizmu w socjalizm w hiszpańskim karlizmie, Fundacja Virtus Nobilitat, Wrocław 2011
- Krzyż pośrodku Księżyca. Historia i ideario meksykańskiego synarchizmu oraz katolickiej organizacji podziemnej El Yunque (1932–2012). Poprzedzone zarysem dziejów konfliktu katolicyzmu z liberalizmem w niepodległym Meksyku, Wyd. Arte, Biała Podlaska 2012
- Nic bez Boga, nic wbrew Tradycji. Kosmowizja polityczna tradycjonalizmu karlistowskiego w Hiszpanii, Wyd. von Borowiecky, Radzymin 2015; wyd. II, poprawione i uzupełnione, Wyd. von Borowiecky, Radzymin – Warszawa 2019
- Prawica – nacjonalizm – monarchizm. Studia politologiczno-historyczne, Wyd. von Borowiecky, Radzymin – Warszawa 2016; wyd. II, poprawione i uzupełnione,  Wyd. von Borowiecky, Radzymin – Warszawa 2020
- Stanisław i Józef Mackiewiczowie – litewscy szlachcice i polscy pisarze. Żywoty równoległe, Wyd. „Lena”, Wrocław 2016
- Zboże polskiego myślenia, Wyd. von Borowiecky, Radzymin – Warszawa 2021
- Tradycjonalizm bez kompromisu. Dzieje dynastii, myśli i akcji karlistowskiej w Hiszpanii 1833–1936, Wyd. von Borowiecky, Radzymin – Warszawa 2023
- Demokracja. Wydanie nowe, poprawione i uzupełnione, Wyd. Prohibita, Warszawa 2023
- Rzeczy odsłonięte. Recenzje – przedmowy – laudacje, Wyd. Prohibita, Warszawa 2023
- „Przestępny Makiawel” i inni. Szkice o pisarzach i myślicielach politycznych, Wyd. von Borowiecky, Radzymin – Warszawa 2024